# Ben (België)
Ben is een voormalige gemeente in de Belgische provincie Luik en een dorp van Ben-Ahin dat zelf een deelgemeente is van de stad Hoei.

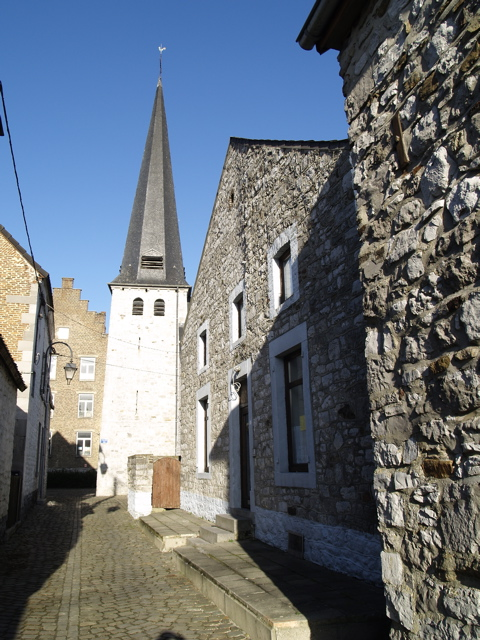
De Sint Germanuskerk van Ben.

Het dorp ligt in de Maasvallei op de rechteroever, aan de overzijde van het stadscentrum van Hoei. Ben ligt aan de N90, de verbindingsweg tussen Luik en Namen.
Bij de vorming van de gemeenten in 1795 werd Ben een zelfstandige gemeente maar in 1807 werd het bij de gemeente Ahin gevoegd. Ahin telde op dat ogenblik 196 inwoners. De nieuwe gemeente die ontstond, kreeg de naam Ben-Ahin.